# 最高!ブギウギナイト
『最高!ブギウギナイト』（さいこう!ブギウギナイト）は、2003年4月18日から9月12日までテレビ東京系列で毎週金曜21:00 - 21:54（JST）に放送されていた音楽バラエティ番組である。

## 概要
番組開始半年前までで放送されていた『THE夜もヒッパレ』（日本テレビ系列、1995年4月 - 2002年9月）の制作会社・ハウフルスによる制作で、出演者の大半やスタッフも共通している。
ランキング形式で当時のヒット曲を歌う『夜もヒッパレ』とは異なり、毎回の設定テーマに沿って出演者が歌って盛り上げる構成となっていたが、後に最新ヒット曲を1曲歌うコーナーも設けられた。また『夜もヒッパレ』の鯛オブジェに相当するキャラクター「ブギウギ様」という名の像も登場し、番組終盤のライブの最後に飛んでいっていた。
番組は半年で終了した。なお、奇しくも当時の裏番組である『サムズアップ人生開運プロジェクト』（ABC制作・テレビ朝日系列）も当番組と同じ日に初回・最終回を迎え、半年で終了した。

## 出演者
- 三宅裕司（司会）
- 小林克也（キャッチコピーはDJの神様）
- 山田優
- 東野幸治（途中参加）
- モト冬樹
- グッチ裕三
- Y.M.G.A.（「Young Musical Guy's Association」の略）
  - 森山未來
  - NÎRO
  - 清野秀美
  - 小寺利光
  - 浦井健治
  - 原田優一
  - 友井雄亮
  - 西村直人

## スタッフ
- 構成：飯田茉千子、妹尾匡夫、加藤智久
- TD：前進（テレビ東京）
- VE：大崎雅典（テレビ東京）
- CAM：田中圭介（テレビ東京）
- LD：名取貴(孝)昌
- AUD：西山恵美子（テレビ東京）
- 美術：アートフォー、テレビ東京美術センター
- 美術プロデューサー：鈴木喜勝
- 美術デザイン：道勧英樹
- スタジオ：テレビ東京天王洲スタジオ
- 音効：梅津承子（サウンドエッグノッグ）
- TK：伊藤美紀（ジャム・オフィス）
- 編集：よしだ裕二
- MA：岡崎博之（麻布プラザ）
- トラックダウン：TAMCO
- アレンジ：小田敏文
- ステージング：OHJI（キングチャイルド）
- スタイリスト：ミニーコーポレーション
- タイトルデザイン：金原明彦
- 番組宣伝：笹原七重（テレビ東京）
- AP：増田俊二郎、比留間晃則（ハウフルス）
- ディレクター：千葉昭、山崎徹、金城正尚、徳竹陽介、太田智、磯部修、曳地伊智朗（ハウフルス）
- スーパーバイザー：菅原茂友、津田誠（ハウフルス）
- プロデューサー：高田優美（ハウフルス）、関光晴（テレビ東京）
- 統括プロデューサー：橋山厚志（テレビ東京）
- 総合演出：菅原正豊（ハウフルス）
- 制作：ハウフルス
- 製作著作：テレビ東京